# クイックリターンミラー

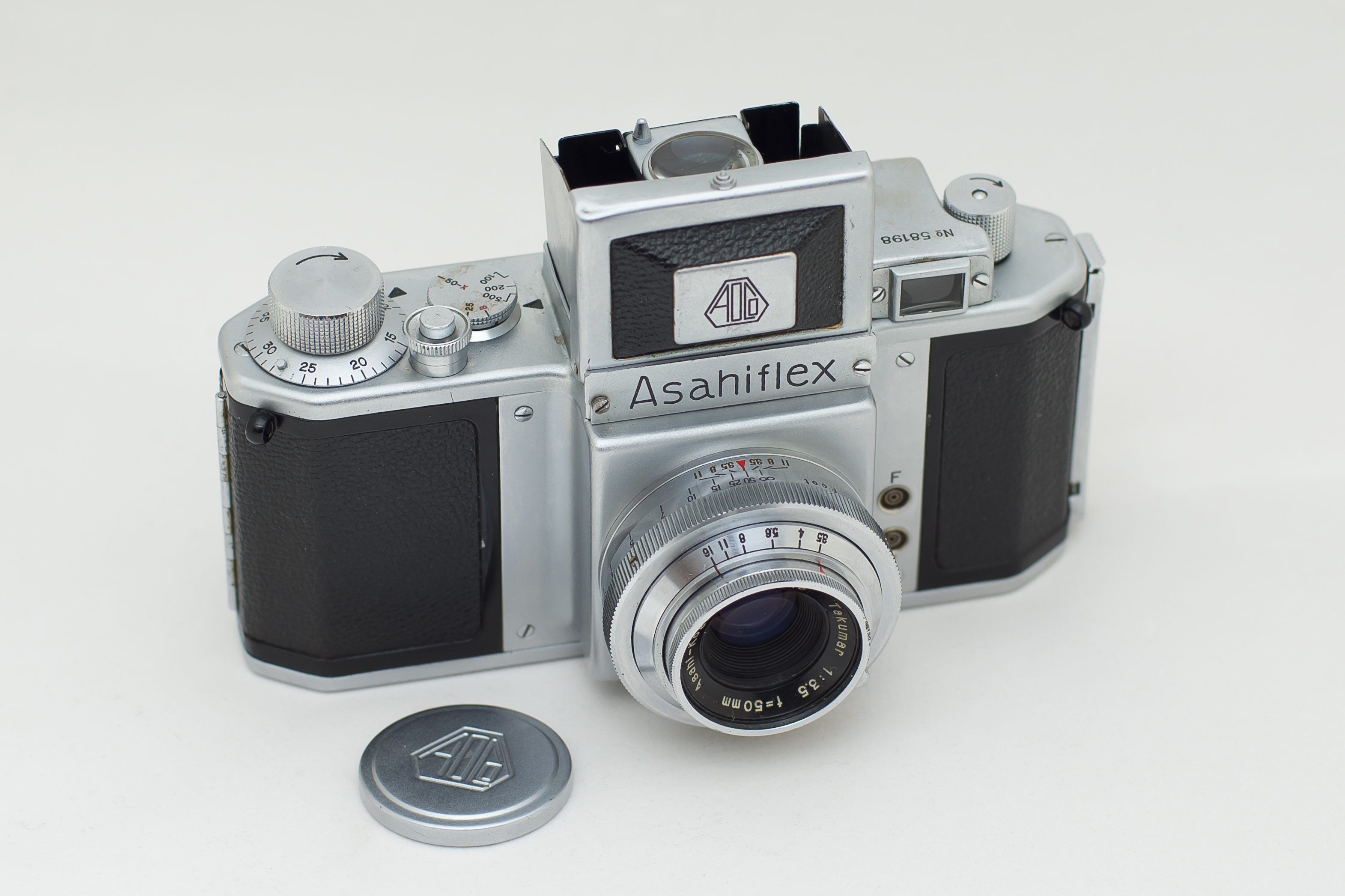
アサヒフレックスIIb

クイックリターンミラーとは、一眼レフカメラの機能の一つで、ミラーを自動でシャッターが開く直前に上げ、シャッターが閉まった直後に下げることを指す和製英語で、英語ではインスタントリターンミラー（instant return mirror ）という。
世界で初めてクイックリターンミラーを装備したカメラは1948年にハンガリーのガンマが発売したデュフレックスであるが、生産台数は数百台に止まった。1954年に旭光学工業（現リコーイメージング）から発売されたアサヒフレックスIIb型により普及、現在の一眼レフカメラには必須の装備となっている。

## ブラックアウト
一眼レフカメラは、対物レンズ（写真レンズ）と像面（写真フィルムやCCDなど撮像素子）との間にミラーを設置してファインダーに像を結ばせる形式であるので、撮影するためにはこのミラーを光路上から移動させる必要がある。このため撮影時にはファインダー像が消失するブラックアウトが生じる。
特殊な一眼レフカメラでハーフミラーを使ってこの欠点を解消した製品もあるが、ファインダーと像面の両方に常時光を分けることになるためファインダー像が暗くなり、外部露出計を使用する際はシャッター速度が遅くなり露出補正も必要となる。

## クイックリターン実用化より前
ミラーを元に戻すために独立した操作が必要であり、
- ミラーを手動操作で上げ下げする方式
- シャッターに同期してばねの力によってミラーを上げ、シャッターチャージによって下げる方式
- シャッターボタンを押し込む力によってミラーを上げ、シャッターボタンを放すことによって下げる方式[1]

などが採用されていた。
いずれの形式もブラックアウトの時間が長かったり、シャッターを押し込むことによる手ぶれの心配が大きかったりして気軽に扱うカメラとして一般化するには問題を抱えていた。このため正確なフレーミングやピントあわせを必要とする超望遠撮影、接写、科学用途などに限定して使用され、カメラの主流はレンジファインダー・カメラや二眼レフカメラであった。

## クイックリターン
ミラーが上がっている必要があるのは、シャッターが開いている間だけである。したがって、シャッターに連動してミラーアップし、シャッターの後幕が通過しきるのに連動してミラーが戻るようにすればブラックアウトの時間を最小とすることができる。これがクイックリターンミラーである。この方式の開発によって一眼レフカメラは一般的に実用されるカメラとして認識されるようになった。